# Celina Dollberg
Celina Dollberg (ur. 24 sierpnia 1997) – niemiecka skoczkini narciarska, reprezentantka SK Winterberg.
Na międzynarodowej arenie zadebiutowała 15 grudnia 2012 w Winterbergu podczas zawodów Alpen Cup, oddając skoki na odległość odpowiednio 51,5 m i 53,5 m na skoczni średniej.
19 lutego 2013 zajęła siódme miejsce na zimowym olimpijskim festiwalu młodzieży Europy w konkurencji indywidualnej, po skokach na odległość 64,0 i 62,0 metra. Dwa dni później zdobyła srebrny medal w konkurencji drużynowej, w której wystąpiła wraz z Leną Selbach, Cariną Wursthorn i Anną Rupprecht.

## Zimowy olimpijski festiwal młodzieży Europy
| Miejsce | Dzień     | Rok  | Miejscowość | Skocznia                    | Punkt K | HS    | Konkurs  | Skok 1 | Skok 2 | Nota                  | Strata   | Zwycięzca      |
| ------- | --------- | ---- | ----------- | --------------------------- | ------- | ----- | -------- | ------ | ------ | --------------------- | -------- | -------------- |
| 7.      | 19 lutego | 2013 | Râșnov      | Trambulina Valea Cărbunării | K-64    | HS-72 | indywid. | 64,0 m | 62,0 m | 212,7 pkt             | 12,3 pkt | Anna Rupprecht |
| 2.      | 21 lutego | 2013 | Râșnov      | Trambulina Valea Cărbunării | K-64    | HS-72 | druż.    | 62,5 m | 60,0 m | 801,6 pkt (200,8 pkt) | 11,3 pkt | Czechy         |

## Alpen Cup

### Miejsca w klasyfikacji generalnej
| Sezon     | Miejsce |
| --------- | ------- |
| 2012/2013 | 35.     |